# São Francisco Xavier (Lissabon)
São Francisco Xavier war von 1959 bis 2013 eine Gemeinde (Freguesia) im portugiesischen Kreis Lissabon. In ihr leben 8023 Einwohner (Stand 30. Juni 2011).
Sie war 1959 als nördlicher Teil des Stadtteils Belém von Lissabon als eigenständige Stadtgemeinde abgetrennt worden und wurde am 29. September 2013 im Zuge einer Verwaltungsreform wieder mit Lissabon zusammengelegt.